# カハ

カハ党の旗

カハ（ヘブライ語:כ"ך）とは、かつてイスラエルに存在した極右政党。創設者はメイル・カハネ。1970年代初期に創設された。「カハ」とはヘブライ語で「従って」「それゆえに」を意味し、イスラエル建国前に存在した武装組織「エツェル」が採用していた標語「それ故のみ」（ヘブライ語：רק כך）から取られている。

## 概要

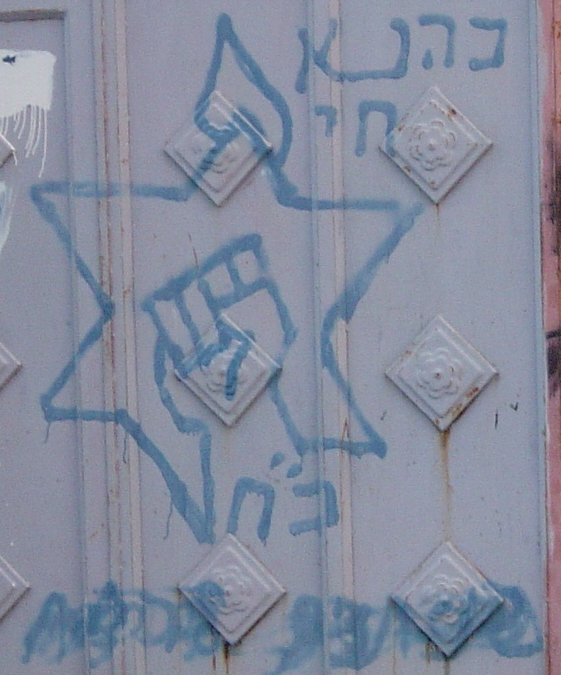
カハ党のロゴのグラフィティー

非ユダヤ人からイスラエル市民権を剥奪する法、ユダヤ人と非ユダヤ人の婚姻や性的交渉を禁ずる法など、人種差別的な法案を提出するなどしており、過激な信条を持っていた。
1980年の国会選挙に初出馬したが、議席を獲得することはできなかった。しかし、1984年の国会選挙でカハ党は1議席を獲得、メイル・カハネは国会議員に当選した。
しかし、1985年に反人種主義法が設立。カハ党のクネセトでの立場は徐々に苦しいものとなり（カハネの議会内での演説の際、他の全ての議員が議場から出ていったこともある）、1988年の総選挙では3～6議席にまで躍進するとの世論調査もあったが、その前に中央選管はカハ党を「人種差別的、反民主主義的政党である」として、選挙への立候補を禁止した。結果として、カハ党は議会から締め出され、議席は消滅した。
その後もイスラエル国内やアメリカ合衆国などで活動を続けていたが、1990年にカハネはエジプト人エル・サイード・ノサイルに暗殺された。その後カハネの息子であるビニャミン・ゼエヴ・カハネがカハ党を「カハネ・ハイ」（"カハネは生きている"）と改名し、組織を率いたが、2000年にビニャミンもまたパレスチナ人に暗殺された。

## カハ消滅後の動向

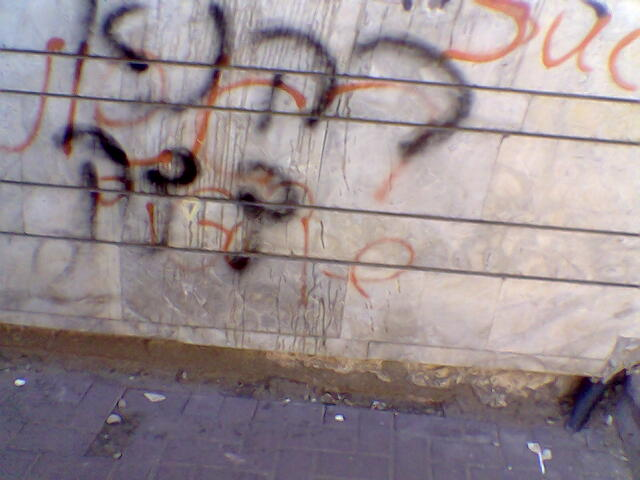
「カハネは正しい」と書かれた落書き

カハおよびカハネ・ハイはカハネ親子の暗殺により組織としては消滅した。しかし、イスラエル国内では未だにカハネ主義や大イスラエル主義などに代表される極右思想に対する根強い支持があるとされ、クネセト内でも右翼的な議員が数多く活動しており、イスラエル現政権内にも多数の右翼議員がいる。
また、入植者など、個人レベルでのパレスチナ人や左翼系ユダヤ人への暴力行為や嫌がらせなどは、今もなお絶えることがない。過激な人々の心の中では、カハネは生きているのである。